# 소년우연대
《소년우연대》(일본어: 岸和田少年愚連隊 기시와다쇼넨구렌타이[*])는 나카바 리이치의 자전적 소설 시리즈이자 이 시리즈를 원작으로 제작된 영화 시리즈이다.